# Roberto Ferrante
Roberto Ferrante (Napoli, 28 marzo 1965) è un produttore discografico italiano.
Ferrante è produttore discografico dal 1983 nel campo della musica Dance, Hip-Hop e Latin, e fondatore della casa discografica Planet Records, attiva fin dal 1997 nell'ambito della pop/dance music internazionale, e dal 2003 anche nell'ambito della musica latino americana prima in Europa e poi nel Mondo intero, lanciando e promuovendo i più importanti generi musicali latini come Bachata, Salsa, Reggaeton, Dembow, Cubaton, Merengue Urbano.

## Biografia
Ferrante si dedica allo studio della batteria e del pianoforte presso il conservatorio di Napoli. Alla fine degli anni settanta inizia a suonare in alcune band giovanili di musica elettronica. Nel 1983 firma il suo primo contratto con la Best Record di Claudio Casalini, Roma, per la pubblicazione del suo primo disco come produttore artistico: Pineapples “Come On Closer” (un brano suonato con successo nei club underground di Chicago da deejays del calibro di Mickey Oliver).
Dal 1984 al 2014 Ferrante ha prodotto e/o remixato più di centosettanta dischi (tra album e singoli), collaborando con case discografiche italiane e internazionali, scalando le classifiche di vendita mondiali e accumulando settimane di presenza nelle classifiche Billboard.
Roberto Ferrante ha contribuito alla creazione dell’identità musicale di alcuni storici successi di Articolo 31, 99 Posse, Prozac+, Adriano Celentano, Gerardina Trovato, Ambra Angiolini, Paolo Belli. Ha realizzato più di un centinaio di titoli dance internazionali, grazie ai quali ha raggiunto i primi posti nelle classifica di vendita europee, americane (top 50 Billboard per 4 volte di cui un numero 1 con Omega, esponente di punta dell'Urban Merengue) e giapponesi. Ha realizzato sigle televisive per molte produzioni televisive trasmesse in prima serata sia per RAI che per Mediaset, tra cui Scherzi a parte, La sai l'ultima?, Torno sabato di Giorgio Panariello, Ballando con le stelle.
Alla fine del 1998 fonda Planet Records, label indipendente che si propone di lanciare nuovi talenti e rinnovare la proposta musicale di artisti già affermati. Con la nuova etichetta Planet Records produce Prozac+ Acida remix (nº 2 nelle classifiche singoli della classifica Nielsen Italia), Lisa (nº 2 Nuove Proposte e terzo posto tra i Campioni al Festival di Sanremo 1998, top 20 vendite album), Angels of Love (nº 1 nelle classifiche House UK nel 2000), Kay Bianco (Top 20 Music Control), Miele (top 30 Music Control), il rilancio di Paolo Belli, ritornato in classifica vendite e airplay grazie alla trasmissione del sabato sera di Raiuno per la Lotteria Italia Torno sabato - La lotteria, Ferrante è coautore della sigla della trasmissione Ci baciamo tutta la notte.
Nell'estate 2003 Roberto Ferrante lancia sul mercato italiano Obsesión del gruppo Aventura (1° singoli e album Nielsen Italia, disco di Platino, uno dei dischi più venduti di sempre in Europa). Gli Aventura partecipano al Festival di Sanremo 2004 come Super Ospite Internazionale.
Con Planet Records, nel 2004 lancia il magazine Latino! (magazine con Cd compilation allegata, specializzato in musica e balli latini), che vende più di un milione e mezzo di copie tra il 2004 e il 2014.
Dal 2004 fino ad oggi, Roberto Ferrante si è impegnato a lanciare con grande successo commerciale, prima in Europa e poi nel mondo intero, la moda della “musica latina”, quella originale, prodotta nei paesi di origine come Cuba, Repubblica Dominicana, Puerto Rico, lanciando con la Planet Records a livello internazionale artisti come Aventura, Omega, El Cata, Gente De Zona, Papi Sánchez, Los 4, Los Van Van, Charanga Habanera, e collaborando al successo internazionale di superstars della musica latina come Prince Royce, Luis Enrique, Pitbull e Osmani Garcia.
Nel 2008 Ferrante apre la succursale statunitense di Planet Records con ufficio a Miami. Segue nel 2010 quella nella Repubblica Dominicana. Dal 2009 Planet Records coordina una rete di distribuzione discografica a livello planetario, che tocca gli Stati Uniti e tutti i maggiori Paesi Europei con i Cd fisici, e tutto il mondo per i prodotti in digitale.
Nel 2009 la Planet Records è nominata ai Latin Grammy Awards. Negli anni tra il 2009 e il 2023 raggiunge innumerevoli volte il #1 Billboard USA come vendite album, singoli e airplay, ad oggi ha raggiunto e superato l’enorme numero di 300 settimane di presenza in classifica Billboard e centinaia di settimane di presenza ininterrotta nelle classifiche di vendita europee.

## Premi, dischi d'oro e platino

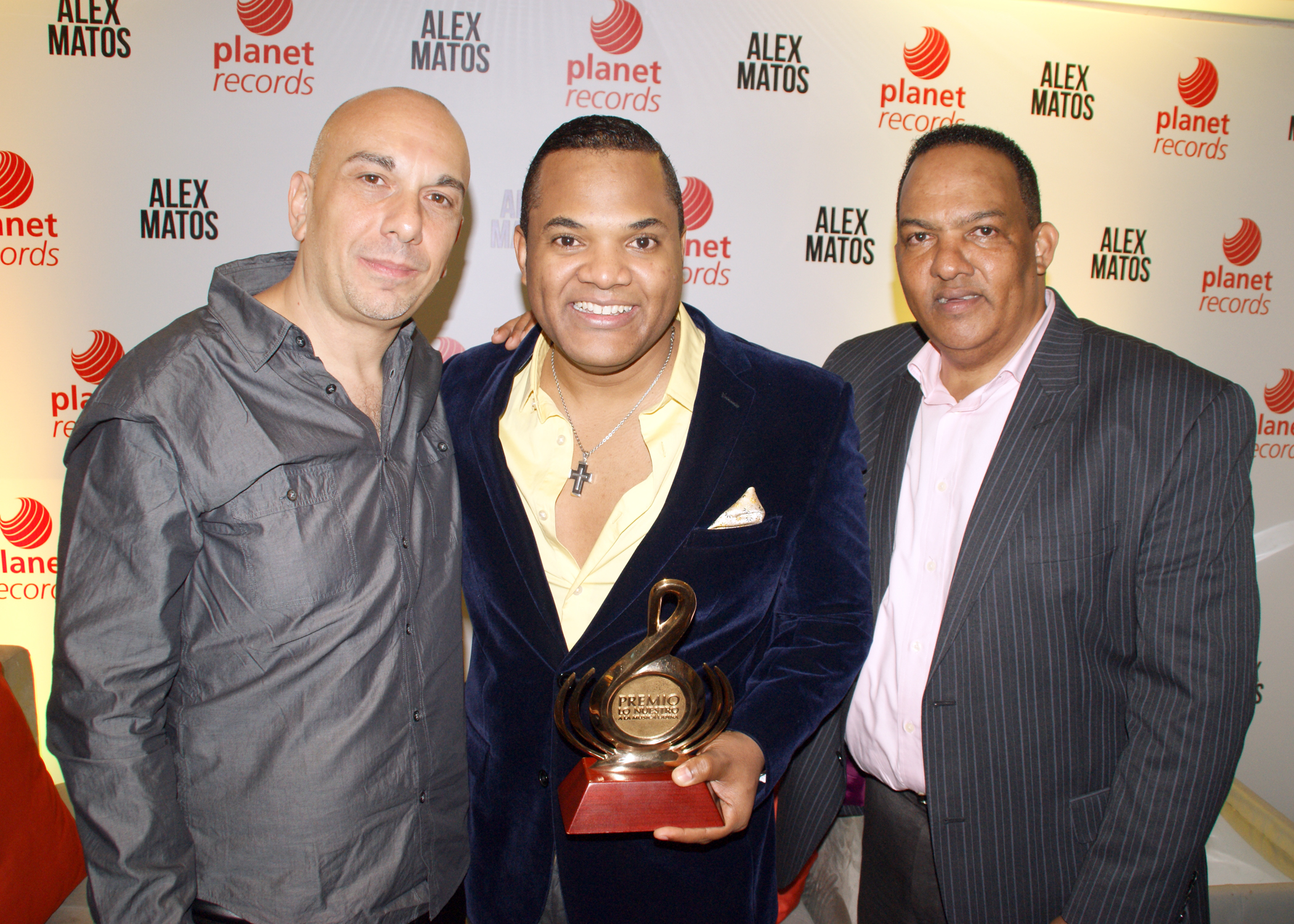

Ferrante ha vinto, come produttore e/o come discografico:

- 40 dischi di platino
- 43 dischi d'oro
- 3 nomination al “Latin Grammy” (Usa)
- 8 nomination a “Premio Billboard” (Usa)
- 1 premio “Lo Nuestro” (Usa)
- 30 premi “Soberanos” (Repubblica Dominicana)
- 40 premio “Lucas” (Cuba)

Dischi di Platino:
2016: “Travesuras” - Nicky Jam (2 Platino, Italia)
2018: “El Taxi” - Osmani Garcia Feat. Pitbull & Sensato (2 Platino, Italia)
2018: “Si Te Vas” - Omega (USA)
2019: “Lejos De Ti” - Chiquito Team Band (USA)
2019: “La Dura” - Jacob Forever (USA)
2021: “El Taxi” - Osmani Garcia Feat. Pitbull & Sensato (USA)
2021: “Esta Noche” - Raulín Rodríguez (USA)
2021: “Obsesión” - Aventura (Italia)
2021: “Klok Con Klok” - Ceky Viciny (USA)
2021: “Pobre Corazón” - Divan & Lenier (USA)
2021: “Pegao / Me Miro y La Mire (#1 TikTok)” - Omega (USA)
2022: “Se Me Nota (Agarrame)” - Chimbala & Omega (USA)
2022: “Como Serás Tu” - Raulin Rodriguez (USA)
2022: “La Llamada De Mi Ex” - Chiquito Team Band (2x Multi-Platino, USA)
2022: “Pa’ La Camara” - El Chacal (USA)
2022: “Tu Si Quieres, Tu No Quieres” - Omega (USA)
2022: “Merengue Electronico” - Omega (USA)
2022: “Corazón Con Candado” - Raulín Rodríguez (USA)
2024: “Todo Está Ok” - Fixty Ordara y Ja Rulay
2024: “Si Quieres (Sin Rodeos)” - Chiquito Team Band
2024: “Cupido” - Charly & Johayron, El Taiger
2024: “Mi Lugar Favorito” - Charly & Johayron
2024: “Mi Mentirosa” - Charly & Johayron

Dischi d’Oro:
2004: “Enamórame” - Papi Sánchez (Francia)
2005: “Enamórame” - Papi Sánchez (Benelux)
2018: “Tu Sin Mi” - Jehu El Rey (USA)
2019: “Nuje Vulimme ‘Na Speranza” - Ntò & Lucariello (Italia)
2019: “Si Entendieras” - Alex Matos (USA)
2019: “El Dueño del Flow 2” - Omega (USA)
2020: “Fuego” - Neves17, Geolier & Lele Blade (Italia)
2021: “Si Te Vas / Que Tengo Que Hacer” - Omega & Cuban Deejays (Italia)
2021: “Lo Aprendió Conmigo” - Divan (USA)
2021: “Oye Tu Si Suena” - El Micha (USA)
2022: “Chambonea (Live)” - Omega (USA)
2022: “Ayy (Feat. Fuego & Jowell)” - Amara La Negra (USA)
2022: “Tengo Que Colgar” - Chiquito Team Band (USA)
2022: “Punto y Aparte” - Chiquito Team Band (USA)
2022: “Pelearnos Un Ratico” - Divan (USA)
2022: “Ajena” - Dylan Fuentes & Myke Towers (USA)
2022: “Nadie Más” - Jacob Forever & Divan (USA)
2022: “A Ti Lo Que Duele” - Srta Dayana (USA)
2022: “Normalmente Remix” - Wildey & Yomil y El Dany (USA)
2024: “Funimate” - Charly & Johayron, Pokercito
2024: “Abrázame Muy Fuerte” - Wow Popy
2024: “Plan B” - Orlenis 22K
2024: “Dime Quien Es Ese” - L Kimii, El Chulo
2024: “Dueño De Que?” - July Roby, Lenier, Divan
2024: “Por Ustedes (Pornosotros 2)” - Fixty Ordara y Ja Rulay, Wampi, Wow Popy
2024: “Vete Lejos” - Fixty Ordara y Ja Rulay
2024: “El Campeón” - El Kimiko y Yordy, Michel Boutic
2024: “Me Mataste” - El Kimiko y Yordy, Michel Boutic
2024: “Montaña Rusa” - Charly & Johayron
2024: “Manguera” - Bebeshito
2024: “Imaginate Conmigo” - Bebeshito
2024: “Hacha” - Bebeshito
2024: “Homenaje Al Beny (Castellano Que Bueno Baila Usted)” - Gente De Zona
2024: “El Animal” - Gente De Zona
2024: “Infiel” - Divan, Jacob Forever
2024: “Te Amo (Versos Gastados)” - Divan